# Otto Kuchenbecker
Otto Kuchenbecker, né le 16 octobre 1907 et mort le 14 novembre 1990, est un ancien joueur allemand de basket-ball.